# San José (Costa Rica)
|  | Per a altres significats, vegeu «província de San José». |

San José és la capital i la ciutat principal de Costa Rica, i també la capital de la província homònima. Està al centre de l'estat, a 9° 56′ N, 84° 5′ O / 9.933°N,84.083°O, en un altiplà muntanyós a 1.161 m sobre el nivell del mar, fet que tempera el clima tropical de la regió. La ciutat rep el seu nom en honor a Josep de Natzaret.
Segons el cens de l'any 2011, el municipi (cantón) de San José tenia 288.054 habitants, cosa que indica el seu ràpid creixement els darrers anys, ja que el 1950 amb prou feines arribava als 87.000. L'àrea metropolitana sobrepassa els dos milions i mig d'habitants i la superfície municipal de San José és de 44,2
El 1843 s'hi va establir la Universitat de Santo Tomás. San José és també la seu del Tribunal Interamericà de Drets Humans. Les connexions aèries amb el món es fan a través de l'Aeroport Internacional Juan Santamaría, a 23 km a l'oest del centre urbà, prop d'Alajuela.
San José destaca entre les ciutats llatinoamericanes per la seva alta qualitat de vida, seguretat, nivell de globalització, rendiment ambiental, servei públic i institucions reconegudes. Segons estudis sobre Amèrica Llatina, San José és una de les ciutats més segures i menys violentes de la regió. L'any 2006, la ciutat va ser nomenada Capital Iberoamericana de la Cultura. Segons The MasterCard Global Destinations Cities Index 2012, San José és la sisena destinació més visitada d'Amèrica Llatina i ocupa el primer lloc a Amèrica Central. San José va ocupar el 15è lloc a les ciutats de destinació de més ràpid creixement del món per despesa transfronterera dels visitants. GaWC la considera una ciutat global Beta. San José es va unir a la Xarxa Mundial de Ciutats de l'Aprenentatge de la UNESCO el 2016.

## Història

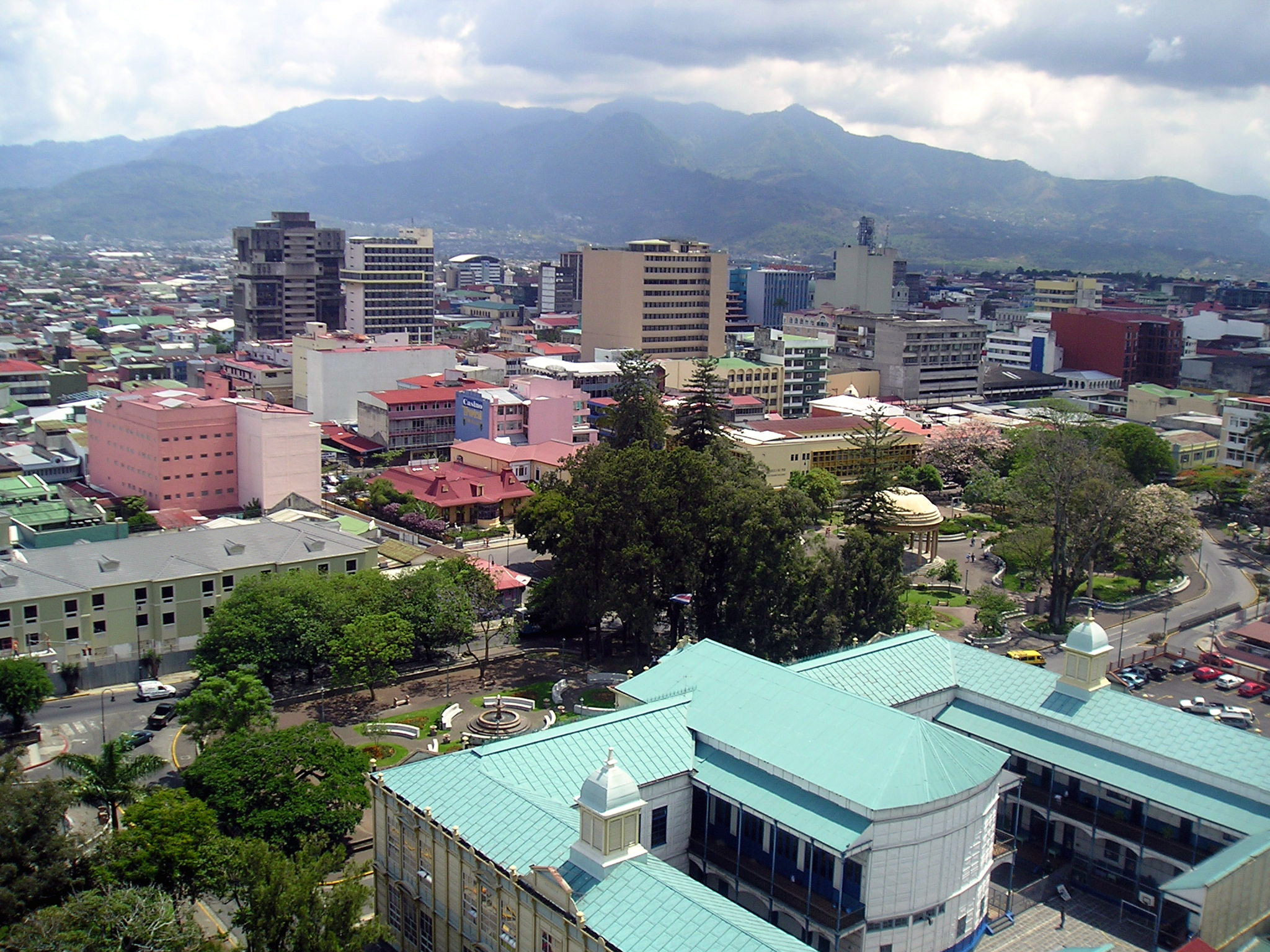
Vista de San José des del Museu de Jade

Fundada l'any 1736 per ordre del Cabildo de León, la població de San José va augmentar durant el segle xviii gràcies a la planificació colonial. Històricament ha estat una ciutat d'importància estratègica, havent estat tres vegades la capital de Costa Rica.
El seu objectiu era concentrar els habitants dispersos de la vall d'Aserrí. De León va ordenar així la construcció d'una capella prop de la zona coneguda com La Boca del Monte que es va acabar un any després. Aquell any San José va ser escollit com a patró parroquial, d'aquí el seu nom. La capella, que era molt modesta, es va aixecar amb l'ajut de l'església de Cartago.
A diferència de la veïna Cartago, San José no es va fundar per decret formal i, per tant, no tenia un govern municipal. No va ser fins a la promulgació de la Constitució de Cadis l'any 1812 que San José va tenir el seu primer govern municipal. El 18 d'octubre de 1813, la zona va ser definida per primera vegada com a ciutat pel prevere Florencio del Castillo, en nom del govern espanyol, títol que es va perdre el 1814 quan Ferran VII d'Espanya va anul·lar els procediments judicials. El govern municipal va ser restaurat el 1820 juntament amb el títol de ciutat i el 1823 San José es va convertir en la capital de Costa Rica; després d'una guerra civil, el cap de l'exèrcit republicá Gregorio José Ramírez, va decidir traslladar-hi el govern que abans tenia la seu a Cartago, l'antiga capital colonial. Això fa que San José sigui una de les capitals més joves d'Amèrica Llatina per any de concepció. Era una època de gran eufòria en la recentment independitzada Federació de Centreamèrica, de la qual Costa Rica n'era un dels estats integrants. La nova capital va créixer amb rapidesa i es va estendre per la vall. A causa del seu origen tardà al segle xviii, a San José hi ha ben poca cosa de l'arquitectura colonial tan habitual en altres capitals d'Hispanoamèrica. El 9 d'agost del 1884, San José va ser la primera ciutat de l'Amèrica Llatina, i la tercera del món il·luminada per energia elèctrica.
El creixement demogràfic i econòmic es va veure estimulat per les millores en l'accés a l'aigua i la instal·lació de la Fàbrica de Tabacs el 1782. L'acumulació de capital aportada per les plantacions de tabac va permetre a la ciutat superar econòmicament les províncies veïnes.
El primer barri urbà modern porta el nom del seu fundador, l'empresari francès de cafè Monsieur Amon, i va ser creat a finals del segle xii, en línia amb l'arquitectura contemporània de la Belle Époque. El barri Amon, així com el Teatre Nacional, segueixen sent símbols de l'anomenada edat d'or del cafè costaricenca.
Avui San José és una ciutat moderna amb un comerç animat i expressions ràpides d'art i arquitectura. Impulsat per la millora de la indústria turística del país, és una destinació i escala important per als visitants estrangers.
San José exerceix una forta influència per la seva proximitat a altres ciutats (Alajuela, Heredia i Cartago) i el conjunt demogràfic del país a la Vall Central.

## Districtes
Els límits de la ciutat de San José, tal com es defineixen a la Divisió Territorial Administrativa i estipulats en el Decret executiu 11562 de 27 de maig de 1980 assignen els límits del cantó de San José excepte un sector Est del districte d'Uruca. Per tant, la ciutat està formada per la totalitat dels districtes del Carme, Merced, Hospital, Catedral, Zapote, San Francisco de Dos Ríos, Mata Redonda, Pavas, Hatillo, San Sebastián i parcialment el districte d'Uruca.

## Clima
San José té un clima tropical humit i sec (classificació climàtica de Köppen Aw). Les precipitacions varien molt entre el mes més sec (6,3 mm) i el mes més plujós (355,1 mm), mentre que les temperatures mitjanes varien poc. El mes més calorós és l'abril amb una temperatura mitjana de 23,7 °C, mentre que el mes més fresc és octubre amb una temperatura mitjana de 21,8 °C.

## Educació
Costa Rica ha desenvolupat nivells d'educació alts. A partir de 2011, el 97,6% de la població més gran de 10 anys estava alfabetitzada, el 96% dels nens de 6 a 11 anys van a l'escola primària i el 71% dels estudiants en edat de batxillerat van a l'escola secundària. El país en el seu conjunt té els nivells educatius més alts d'Amèrica Central i un dels millors d'Amèrica Llatina. Això és especialment cert per a San José, el centre educatiu del país on hi ha un gran nombre d'universitats públiques i privades.
La Universitat de Santo Tomàs, la primera universitat de Costa Rica, es va establir aquí el 1843. Aquesta institució va mantenir estrets vincles amb l'Església Catòlica Romana i va ser tancada el 1888 pel govern progressista i anticlerical del president Bernardo Soto Alfaro com a part d'una campanya per modernitzar l'educació pública. Les escoles de dret, agronomia, belles arts i farmàcia van continuar funcionant de manera independent, però Costa Rica no va tenir cap universitat pròpiament dita fins al 1940, quan aquestes quatre escoles es van reunir per establir la moderna Universitat de Costa Rica (UCR), durant la reforma reformista. administració del president Rafael Ángel Calderón Guardia. La Universitat per la Pau, una organització intergovernamental amb estatus universitària, creada per l'Assemblea General de les Nacions Unides el 1980, es troba a San José.
El sistema educatiu públic de la ciutat està format per escoles d'educació infantil, primària i secundària, que es troben a tots els districtes de la ciutat i estan sota la supervisió del Ministeri d'Educació Pública. No obstant això, a la ciutat existeixen institucions privades. Aquestes institucions educatives van des de preescolars fins a universitats. La majoria solen ser bilingües, ensenyant assignatures en francès o en anglès i espanyol, entre altres idiomes, a part d'ensenyar només una determinada llengua.

## Seguretat
San José és una de les ciutats més segures d'Amèrica Llatina. A partir del 19 de juny de 2012, tant la ciutat com la nació van reduir considerablement els seus índexs de criminalitat. A nivell nacional, la delinqüència es va reduir de 12,5 a 9,5 incidents per cada 100.000 habitants.
El 2012, el govern va treure nou equipament policial i es va augmentar el pressupost de seguretat. El govern de la presidenta Laura Chinchilla va donar vehicles i altres equipaments al departament de policia almenys en dues ocasions.
L'àrea metropolitana més gran de la ciutat (a Los Yoses, San Pedro) també serveix com a seu de la Cort Interamericana de Drets Humans.

## Llocs d'interès

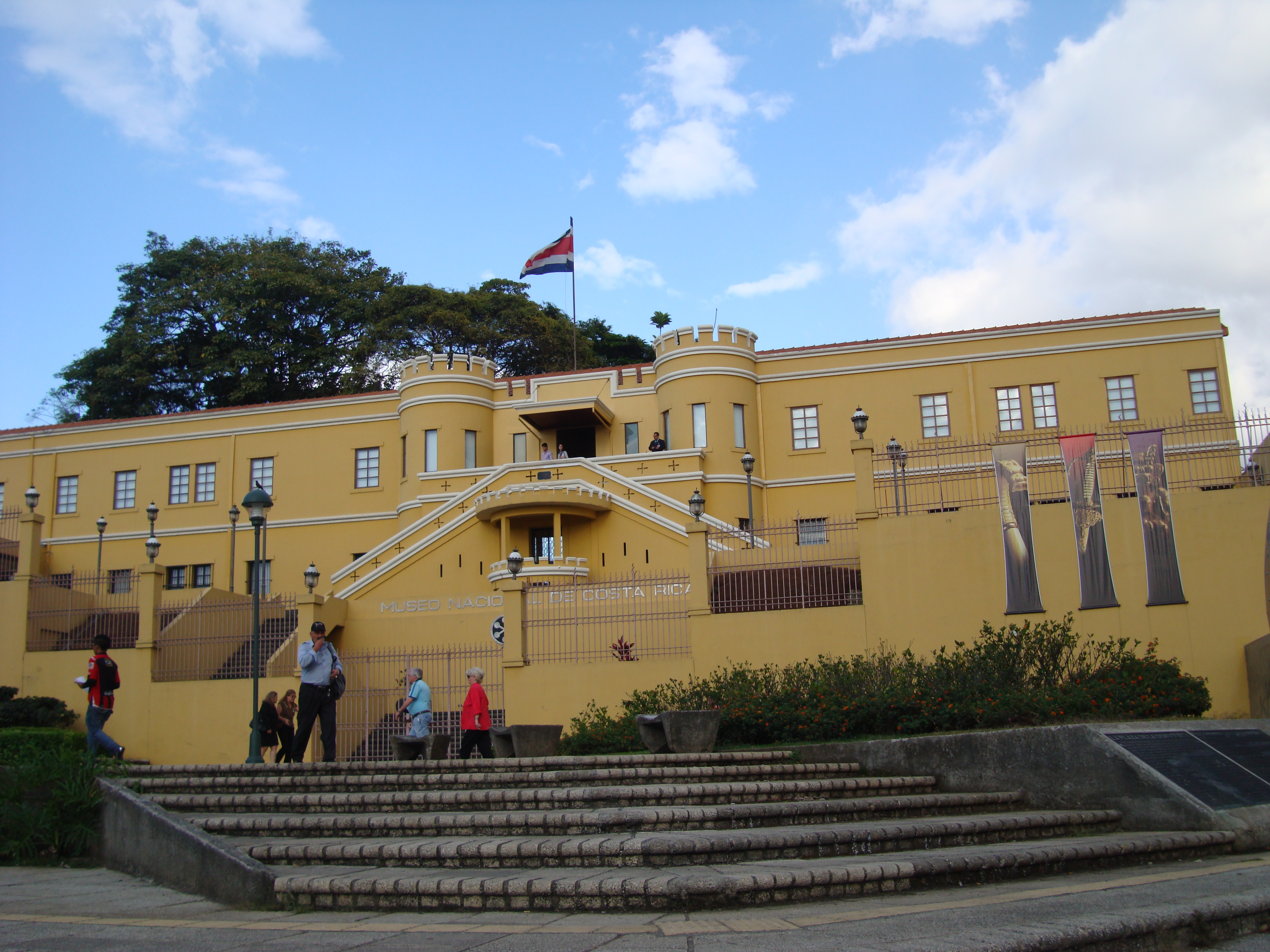
Museu Nacional de Costa Rica

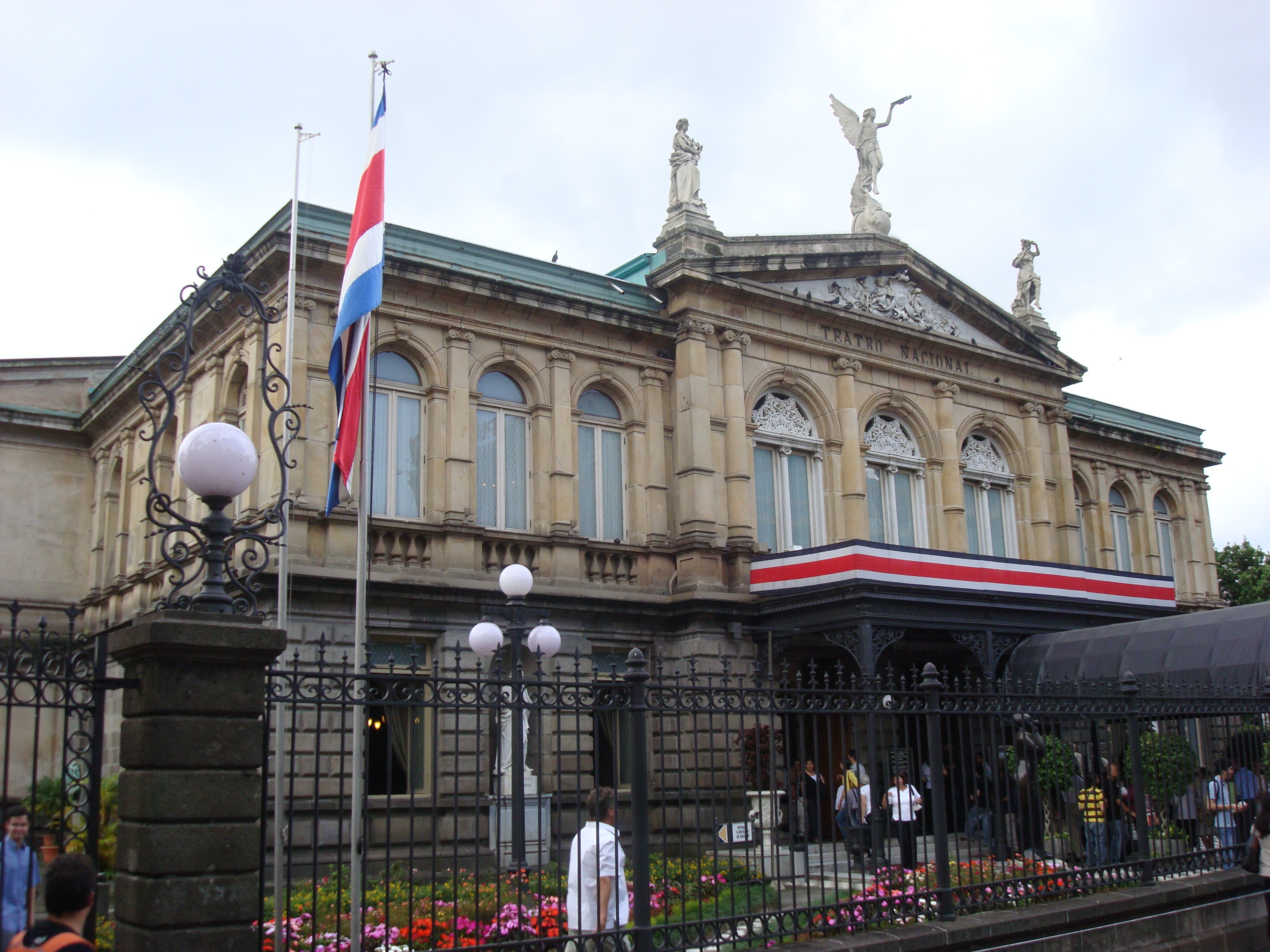
Teatre Nacional

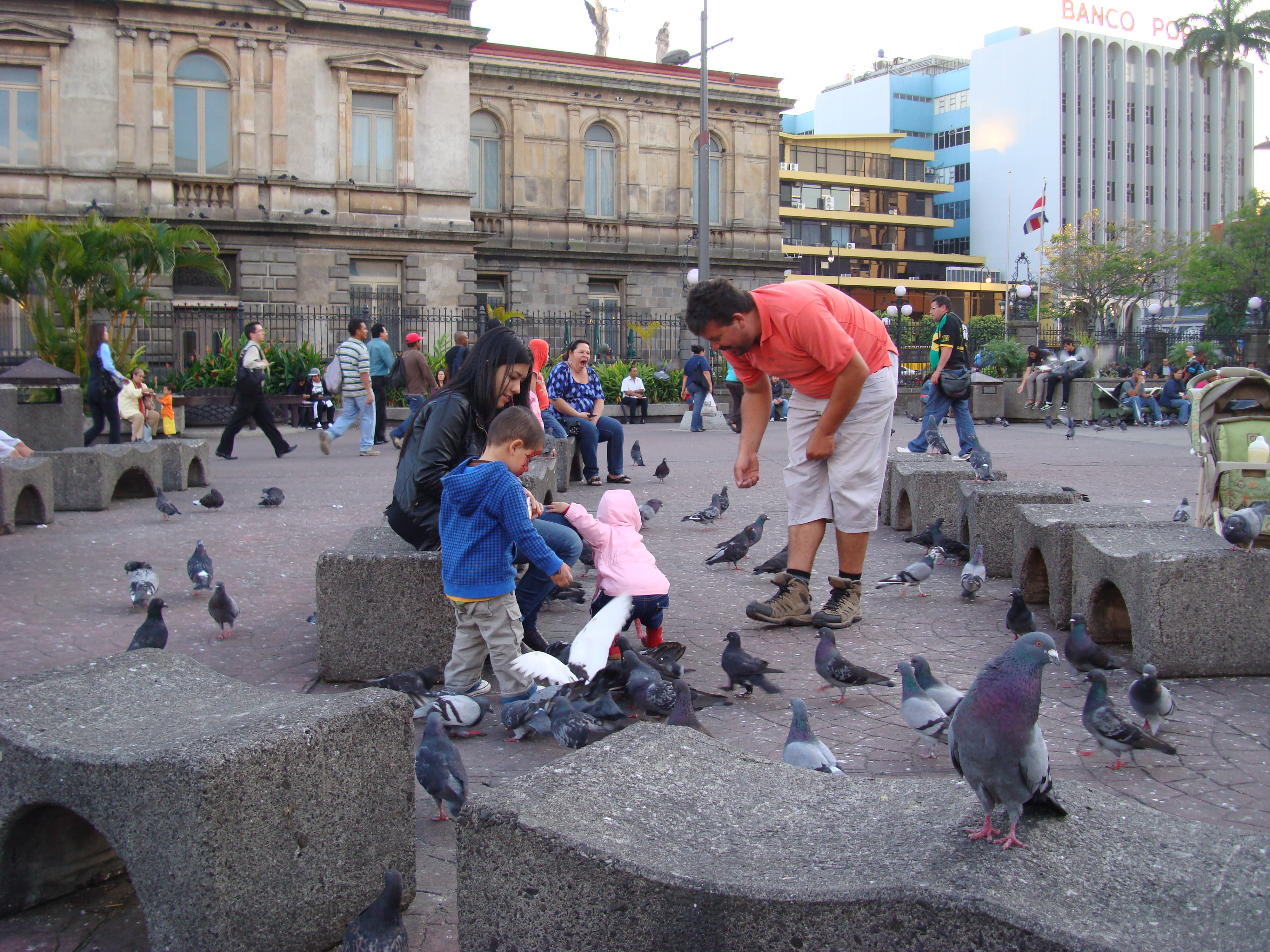
Plaça de la Cultura

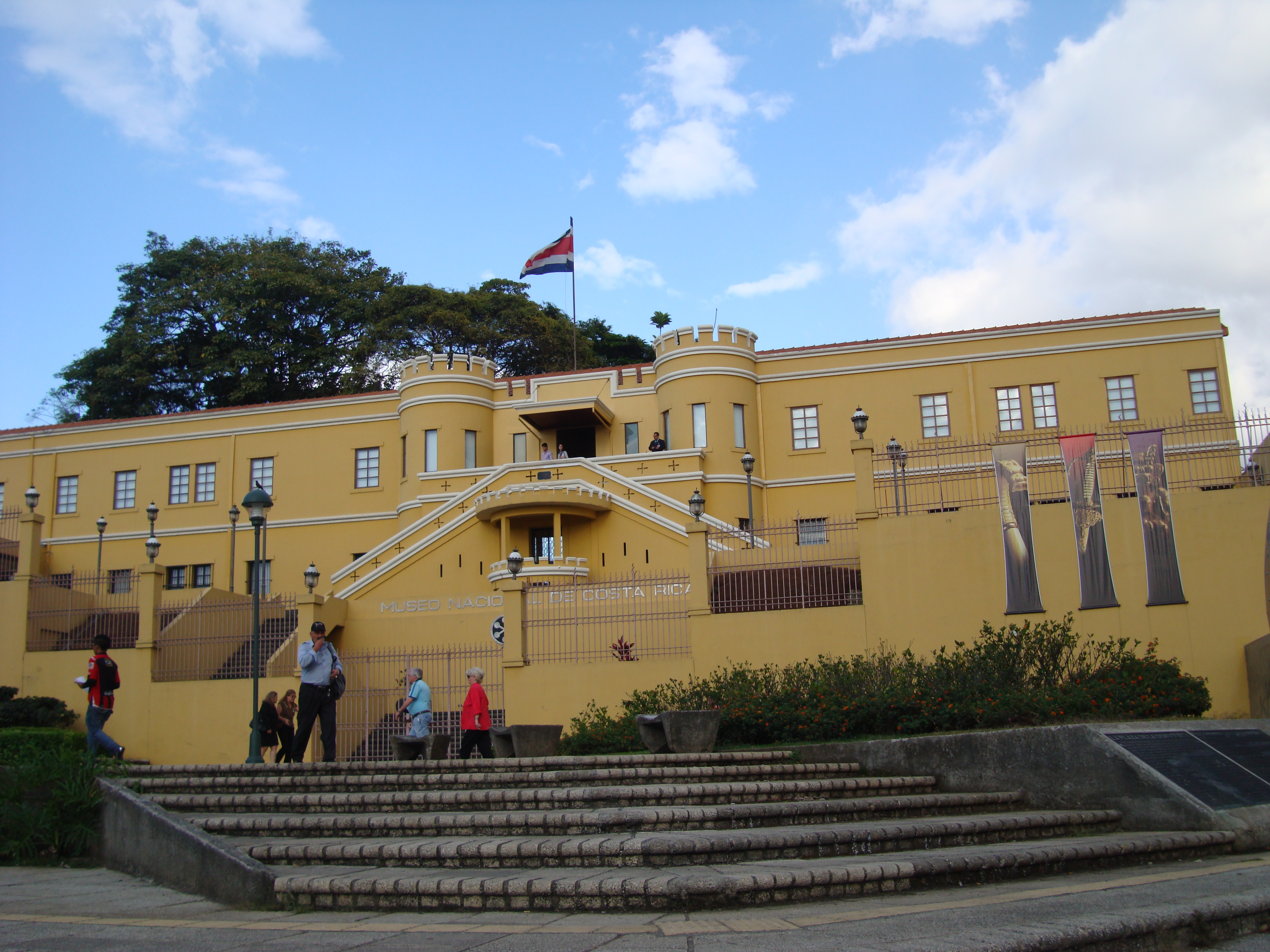
Museu Nacional de Costa Rica

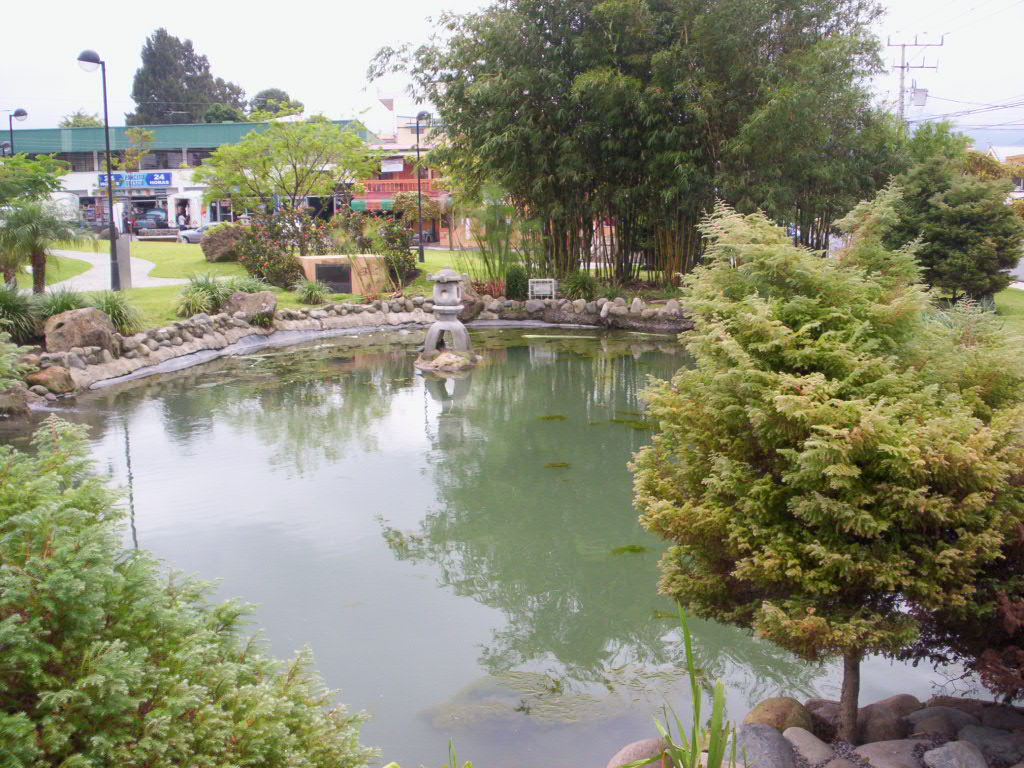
Parc d'Okayama

Com a llocs destacats de la ciutat cal esmentar els edificis del Banco Central de Costa Rica i del Banco Nacional (aquest darrer molt més alt que la resta d'edificis dels voltants, cosa que conforma el perfil peculiar de la ciutat), el parc metropolità de La Sabana o l'Avenida Central (carrer de vianants que és una de les principals àrees comercials de la ciutat). El Parque Morazán i la Plaza de la Cultura són visitats per milers de treballadors i turistes cada dia. Altres edificis destacats del centre urbà són el Teatro Nacional de Costa Rica i el teatre Melico Salazar, centres de la vida cultural, i la Catedral. A la part sud, són dignes d'esment la Clínica Bíblica (un hospital privat) i l'estació del Ferrocarril del Pacífico.
La ciutat és rica en museus, com el Museu de l'Or, amb mostres de les antigues civilitzacions precolombines; el Museu d'Art i Disseny Contemporani, el Museu de Jade, el Museu Nacional, el Museu d'Art Costa-riqueny, etc.
San José té una animada vida nocturna en zones com El Pueblo, la Calle de la Amargura de San Pedro, Heredia, Escazú i Santa Ana.
Als afores de la ciutat hi ha el Jardín Botánico Lankester, d'11 hectàrees, on en destaca sobretot la col·lecció d'orquídies.

### Teatres i auditoris
San José té diversos teatres, molts amb arquitectura d'inspiració europea. Aquests edificis són els principals atractius turístics de la ciutat, no només per la seva arquitectura, sinó per les presentacions i activitats culturals, musicals i artístiques, que inclouen la cultura tradicional i moderna de Costa Rica i San Josefina.
Els més coneguts són:
- El Teatre Nacional de Costa Rica (Teatro Nacional de Costa Rica).
- El Teatre Melico Salazar (Teatro Popular Melico Salazar).
- L'Auditori Nacional del Museu Infantil de Costa Rica (Museo de los Niños).

El Teatro Nacional de Costa Rica (considerat el millor edifici històric de la capital i conegut pel seu interior exquisit que inclou els seus luxosos mobles italians) i el Teatre Melico Salazar presenten espectacles de teatre, dansa i concerts durant tot l'any. No obstant això, altres teatres més petits es poden trobar per tota la ciutat i ofereixen una gran varietat d'entreteniment.
El Teatro Variedades (1892) és el teatre més antic de San José.

### Museus
San José també acull diversos museus. Aquests museus permeten als visitants veure la història de Costa Rica, els descobriments científics, la cultura i l'art de l'època precolombina, així com l'art modern de Costa Rica. La ciutat també acull el museu nacional de l'or i el museu del jade.
Alguns dels principals museus de la ciutat són:
- Museo de los Niños
- Museo Nacional de Costa Rica
- El Museu de l'Or Precolombí (Museo d'Oro Precolombino)
- El Museu d'Art de Costa Rica
- Museu d'Art i Disseny Contemporani
- Museo del Jade Marco Fidel Tristán Castro

### Parcs, places i zoològics
San José acull molts parcs i places on es poden trobar miradors, zones verdes obertes, àrees recreatives, llacs, fonts, estàtues i escultures d'artistes costaricencs i moltes espècies diferents d'ocells, arbres i plantes.

#### Parcs i zoològics
Els parcs principals de la ciutat són:
- Parque Nacional
- Parque Morazán — amb el pavelló del Templo Neoclàsico de la Música
- La Sabana Metropolitan Park (Parque Metropolitano La Sabana): parc més gran i els pulmons de San José, al districte de Mata Redonda (ciutat oest)
- Parque de la Paz
- Parque Okayama: jardí d'estil japonès i elements arquitectònics, estanys ornamentals i escultures de jardí
- Zoo Simón Bolívar: l'únic zoològic de la ciutat, amb una gran varietat d'animals i espècies vegetals autòctones i exòtiques de Costa Rica.

## Cuina
La cuina costaricenca, anomenada comida típica (menjar tradicional), generalment no és picant. A tot San José, el menjar més popular és el plat nacional de gallo pinto, que són mongetes negres servides amb arròs blanc. El gallo pinto se sol servir per esmorzar amb truites i natilla, una crema agra fina. Els restaurants costaricencs que serveixen menjar tradicional a un preu assequible s'anomenen soda i solen oferir casados substancials per dinar i sopar. Un casado (que significa casat o home casat en castellà) consisteix en arròs, fesols i carn, amb amanida de col i tomàquet, plàtans fregits i truites. El Mercat Central de San José, al centre, té nombrosos mercats d'aliments i refrescs.

## Esports

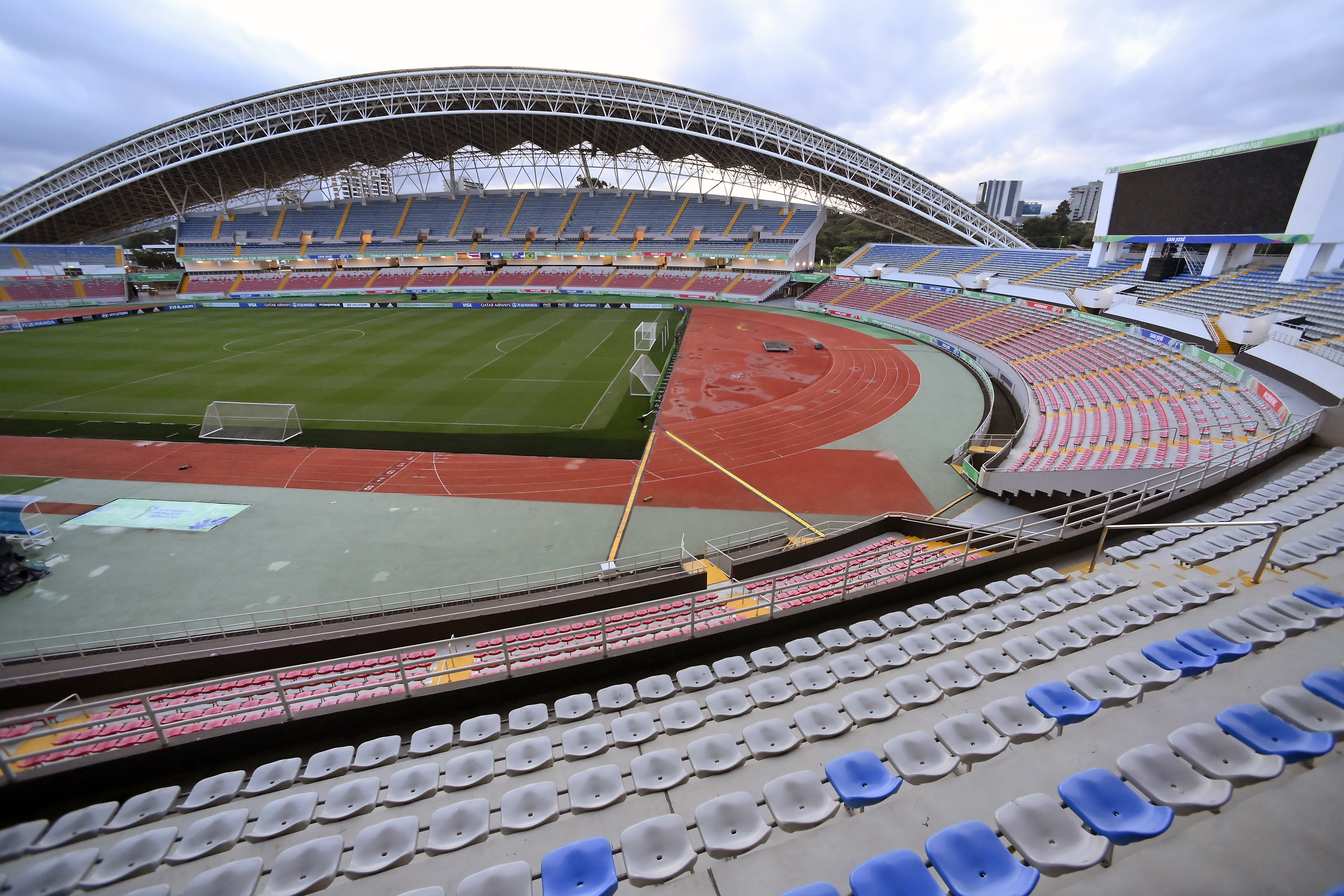
Estadi Nacional de Costa Rica

El principal club de futbol de la ciutat és el Deportivo Saprissa, que ha guanyat un rècord de 36 lligues. L'equip juga els seus partits a casa a l'Estadi Ricardo Saprissa Aymá, que es troba a Tibas. Un altre club de primer nivell, la Universidad, juga a l'Estadio Ecològic.
San José va acollir el Campionat FIBA COCABA 2015, on la selecció nacional de bàsquet de Costa Rica va acabar 2a.

## Ciutats agermanades
- Kfar Saba (Israel)
- Managua (Nicaragua)
- Miami-Dade (Florida, Estats Units)
- San José (Califòrnia, Estats Units)
- McAllen (Texas, Estats Units)
- Okayama (Japó)
- Santiago (Xile)

## Persones il·lustres
- Alejandro Tadeo Ramírez Álvarez, jugador d'escacs, primer (i únic) Gran Mestre de l'Amèrica Central.

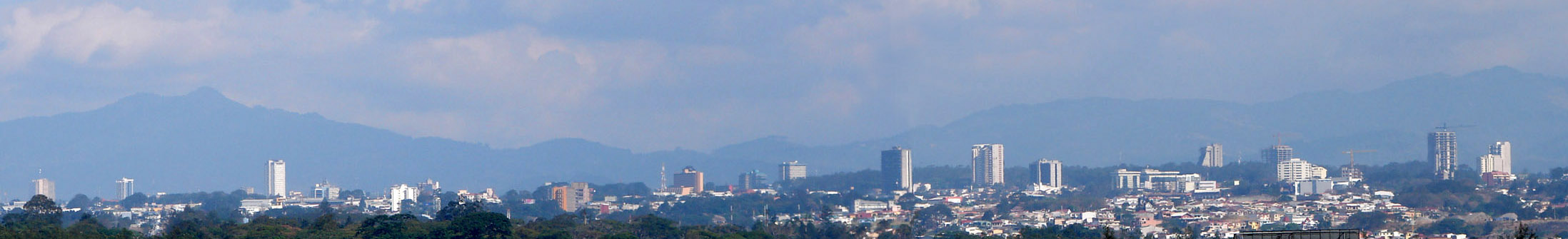
Panorama de San José

- Ana Istarú
- María Bonilla Picado